# Мартобе
Мартобе (каз. Мартөбе, до 199? г. — Красноводск) — упразднённое село в Сайрамском районе Туркестанской области Казахстана. В 2014 году включено в состав города Шымкент и исключено из учетных данных. Входило в состав Карасуского сельского округа. Находится примерно в 9 км к юго-западу от районного центра, села Аксукент. Код КАТО — 515257600.

## История
Переселенческое село Красноводское основано в 1891 г.

## Население
В 1999 году население села составляло 2808 человек (1373 мужчины и 1435 женщин). По данным переписи 2009 года, в селе проживало 4269 человек (2073 мужчины и 2196 женщин).